# Позоришни музеј у Зајечару
Позоришни музеј у Зајечару је свечано отворен 2023. године, у оквиру програма обележавања 2. фебруара – Дана позоришта, у згради некадашњег Меморијала „Никола Пашић” у Зајечару, са циљем да се на једном месту саберу све успомене из постојања позоришта у Зајечару.
Аутор прве поставке Позоришног музеја зајечарског театра је Сузана Антић, кустос Народног музеја у Зајечару, са својим сарадницима.
Куриозитет је што је поред Народног позоришта у Београду, зајечарско позориште једино које има сопствени музеј, а осим експоната из фундуса Позоришта и бројних фотографија изложени су и дарови познатих глумаца: Милана Цација Михаиловића, Татјане Бељакове, Јелице Сретеновић, Светлане Бојковић, а очекују се и поклони Тање Бошковић, Ирфана Менсура и других пријатеља и сарадника позоришта.
У другом делу зграде налази се Галерија позоришта и центра за културу, где ће се организовати изложбе слика, ликовне колоније, књижевне вечери и други догађаји из културе.